# Жерар Ланвен
Жера́р Раймо́н Ланве́н (фр. Gérard Lanvin; нар. 21 червня 1950, Булонь-Біянкур, О-де-Сен, Франція) — французький кіноактор. Двічі лауреат премії Сезар — за найкращу чоловічу роль 1995-го у фільмі «Улюблений син» та найкращу роль другого плану у фільмі «На чужий смак» 2001 року .

## Біографія
Жерар Ланвен народився 21 червня 1950 в Булонь-Біянкурі, департамент О-де-Сен у Франції. В дитячі роки виступав на сцені в любительських виставах, постановником яких був батько приятеля-однокласника. Кинувши у віці 17 років навчання, Жерар довго перебивався випадковими заробітками, деякий час торгував джинсами на паризькому блошиному ринку. Випадкове знайомство з Колюшем і Міу-Міу привело його до бродячого театру Café de la Gare, де майбутній актор тривалий час працював робітником сцени, освітлювачем та вантажником. Через декілька років Жерар Ланвен заснував власне кафе-театр.
Завдяки Колюшу Жерар Ланвен отримав роль у комедії «Ви не отримаєте Ельзасу і Лотарингію» (1977), після чого час від часу знімався в кіно у другорядних ролях, поки не був запрошений на одну з провідних ролей у фільм «Вибір зброї» Алена Корно. У 1981 році за роль у фільмі П'єра Граньє-Дефера «Дивна справа» Ланвен отримав Приз Жана Габена та вперше номінувався як найкращий актор другого плану на кінопремію «Сезар».
Після успіху «Фахівців» Патріса Леконта, де Жерар Ланвен зіграв з Бернаром Жиродо, він зайняв місце поряд з найкращими акторами Франції. Спільно з Патрісом Леконтом та Патріком Девулфом Ланвен написав сценарій стрічки «Я хочу тебе» (1985). Фільм отримав негативну критику і, як комерційний проєкт, виявився невдалим. У 1990-х роках актор знімався рідко, віддаючи перевагу роботі у відомих режисерів: Клода Лелюша, Ніколь Гарсія, Бертрана Бліє.
За роль в «Улюбленому синові» (1994) Ніколь Гарсії у 1995 році Жерар Ланвен отримав «Сезара» за найкращу чоловічу роль, але навіть не з'явився на церемонії нагородження. Вдруге актор отримав «Сезара» у 2001 році за найкращу другорядну роль у фільмі режисерки Аньєс Жауї «На чужий смак» (2000).
У 2013 році Жерар Ланвен зіграв роль графа Жоффрі де Пейрака у рімейку «Анжеліки, маркізи янголів» режисера Аріеля Зейтуна з Норою Арнезедер у ролі Анжеліки.

## Фільмографія (вибіркова)

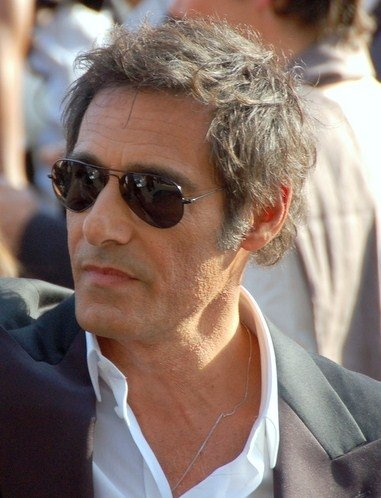
На Каннському кінофестивалі 2008

| Рік       |    | Українська назва                    | Оригінальна назва                        | Роль                           |
| --------- | -- | ----------------------------------- | ---------------------------------------- | ------------------------------ |
| 1976      | ф  | Крильце чи ніжка                    | L'Aile Ou La Cuisse                      | циркач                         |
| 1977      | ф  | Ви не отримаєте Ельзас і Лотарингію | Vous n'aurez pas l'Alsace et la Lorraine | кавалер Блан                   |
| 1978—1986 | с  | Нічні медики                        | Medecins de nuit                         | Боб                            |
| 1979      | ф  | У героїв не мерзнуть вуха           | Les héros n'ont pas froid aux oreilles   | пильний                        |
| 1979      | ф  | Дурний, але дисциплінований         | Bete mais discipline                     |                                |
| 1979      | ф  | Нічний зйом                         | Tapage nocturne                          | тип                            |
| 1980      | тф | Доньки Адама                        | Les Filles d'Adam                        | Бертран                        |
| 1980      | ф  | Каверза                             | L'Entourloupe                            | Ролан                          |
| 1980      | ф  | Тиждень відпустки                   | Une semaine de vacances                  | П'єр                           |
| 1980      | ф  | Екстер'єр, ніч                      | Exterieur, nuit                          | Лео                            |
| 1980      | тф | Полювання                           | La Traque                                | Жульєн Равель                  |
| 1981      | ф  | Чи є в цьому сенс?                  | Est-ce bien raisonnable?                 | Жерар Лув'є                    |
| 1981      | ф  | Вибір зброї                         | Le choix des armes                       | Сарла                          |
| 1981      | ф  | Дивна справа                        | Une etrange affaire                      | Луї Колен                      |
| 1982      | ф  | Стрільби                            | Tir groupe                               | Антуан Беранже                 |
| 1982      | ф  | Ціна ризику                         | Le prix du danger                        | Франсуа Жакмар                 |
| 1984      | ф  | Нічний дозор                        | Ronde de nuit                            | інспектор Ґу Аренас            |
| 1984      | ф  | Крок у тінь                         | Marche а l'ombre                         | Франсуа                        |
| 1985      | ф  | Фахівці                             | Les specialistes                         | Стефан Карелла                 |
| 1985      | ф  | Я хочу тебе                         | Moi vouloir toi                          | Патрік Монтане                 |
| 1986      | ф  | Брати Петард                        | Les Freres Petard                        | Ману                           |
| 1987      | ф  | Саксофон                            | Saxo                                     | Сем Фрідмен                    |
| 1988      | тф | Палац                               | Palace                                   | Боб, інспектор                 |
| 1989      | ф  | Мої найкращі друзі                  | Mes meilleurs copains                    | Рішар Шаппоту                  |
| 1990      | ф  | Бувають дні… Бувають ночі           | Il y a des jours… et des lunes           | водій вантажівки               |
| 1992      | ф  | Чудова історія                      | La belle histoire                        | Ісус Христос / циганський Ісус |
| 1993      | ф  | Свято                               | Les marmottes                            | Макс                           |
| 1994      | ф  | Улюблений син                       | Le Fils prefere                          | Жан-Поль Мантенья              |
| 1995      | ф  | Чоловік мого життя                  | Mon homme                                | Жанно                          |
| 1996      | ф  | Анна Оз                             | Anna Oz                                  | Марчелло                       |
| 1998      | ф  | Жінка космонавта                    | La Femme du cosmonaute                   | Жан-Поль Гарден                |
| 1998      | ф  | У саме серце                        | En plein coeur                           | Мішель Фарнез                  |
| 2000      | ф  | Пристрасно                          | Passionnement                            | Бернар Лартіґ                  |
| 2000      | ф  | На чужий смак                       | Le gout des autres                       | Франк Морено                   |
| 2001      | ф  | Жало світанку                       | Les Morsures de l'aube                   | Етьєн                          |
| 2002      | ф  | Повний привід                       | Le Boulet                                | Мольтес                        |
| 2002      | ф  | 3 нулі (Грай як «Зізу»)             | 3 zeros                                  | Ален Колонна                   |
| 2003      | ф  | Тиждень                             | А la petite semaine                      | Жак                            |
| 2004      | ф  | Професіонали                        | San-Antonio                              | Антуан Сен-Антоніо             |
| 2005      | ф  | Діти                                | Les Enfants                              | П'єр Естебан                   |
| 2005      | ф  | Хрещені батьки                      | Les parrains                             | Серж                           |
| 2006      | ф  | Кемпінг                             | Camping                                  | Мішель Сен-Жосс                |
| 2006      | ф  | Герой сім'ї                         | Le heros de la famille                   | Ніккі Гуаззіні                 |
| 2007      | ф  | Немає сексу - немає грошей          | Le prix а payer                          | Рішар                          |
| 2008      | ф  | Ворог держави № 1: Легенда          | L'ennemi public n°1                      | Чарлі Бауер                    |
| 2008      | ф  | Секрети держави                     | Secret defense                           | Алекс                          |
| 2009      | ф  | Дуже спеціальний репортаж           | Envoyes tres speciaux                    | Френк Бонневіль                |
| 2009      | ф  | Помилка банку на вашу користь       | Erreur de la banque en votre faveur      | Жульєн Фуко                    |
| 2010      | ф  | Три години на втечу                 | À bout portant                           | командир Патрік Вернер         |
| 2010      | ф  | Син Джо                             | Le fils à Jo                             | Жо Канаверо                    |
| 2011      | ф  | Недоторканні                        | Les Lyonnais                             | Момон Відаль                   |
| 2012      | ф  | Вірні друзі                         | Amitiés sincères                         | Волтер Орсіні                  |
| 2013      | ф  | Анжеліка, маркіза янголів           | Angélique, marquise des anges            | граф Жофрі де Пейрак           |
| 2014      | ф  | 96 годин                            | 96 heures                                | Карре                          |
| 2014      | ф  | Успішного одужання!                 | Bon rétablissement!                      | П'єр Лорен                     |
| 2014      | ф  | Кольт 45                            | Colt 45                                  | командир Крістіан Шавез        |
| 2014      | ф  | Найкращий врожай                    | Premiers crus                            | Франсуа Марешаль               |
| 2021      | ф  | Лети зі мною                        | Envole-moi                               |                                |

## Визнання
| Рік            | Категорія                     | Фільм            | Результат |  |
| -------------- | ----------------------------- | ---------------- | --------- |  |
|                |                               |                  |           |  |
| 1982           | Приз Жана Габена              | Приз Жана Габена | Перемога  |  |
| Премія «Сезар» |                               |                  |           |  |
| 1982           | Найкращий актор другого плану | Дивна справа     | Номінація |  |
| 1983           | Найкращий актор               | Стрільби         | Номінація |  |
| 1995           | Найкращий актор               | Улюблений син    | Перемога  |  |
| 2001           | Найкращий актор другого плану | На чужий смак    | Перемога  |  |